# Alvia
Unter der Zuggattungsbezeichnung Alvia betreibt die spanische Eisenbahngesellschaft Renfe umspurbare Hochgeschwindigkeitszüge, die sowohl im mit 25 kV Wechselspannung bei 50 Hz elektrifizierten regelspurigen AVE- als auch im mit 3 kV überspannten Breitspurnetz verkehren können. Charakteristisch für die eingesetzten Zugeinheiten ist, dass sie in kurzer Zeit vollständig ohne Lokomotivwechsel zwischen 1435 und 1668 mm umgespurt werden können.

## Fahrzeuge

### Baureihe 120

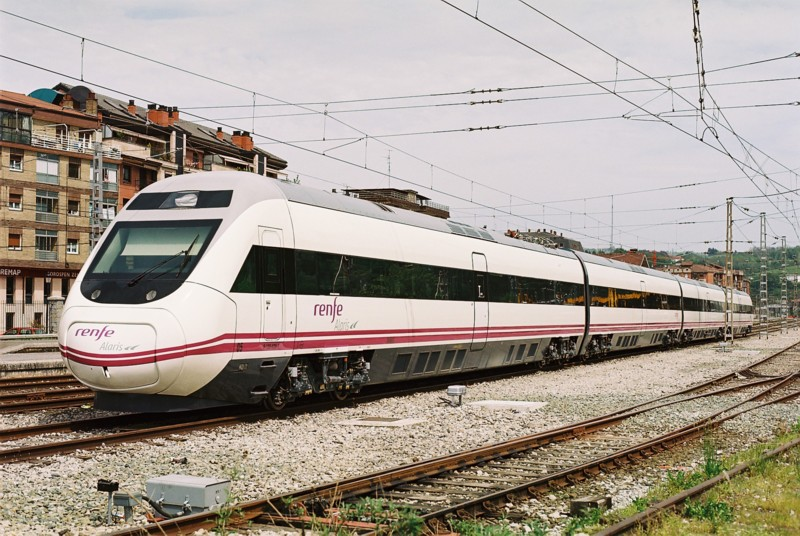
Triebzug der Baureihe 120 in Beasain, Gipuzkoa

Als Baureihe 120 bezeichnet die spanische Eisenbahngesellschaft Renfe eine Serie von zwölf umspurbaren, vierteiligen Hochgeschwindigkeitstriebzügen. Durch das Brava-System von CAF ist ein Umspuren in etwa einer Minute möglich. Die zwölf Triebzüge wurden von CAF und Alstom geliefert. Acht der sechzehn Achsen einer Einheit sind angetrieben. 2005 wurden weitere 16 Züge bestellt.
Anzahl: 28
Höchstgeschwindigkeit: 250 km/h (25 kV), 220 km/h (3 kV)

### Baureihe 121

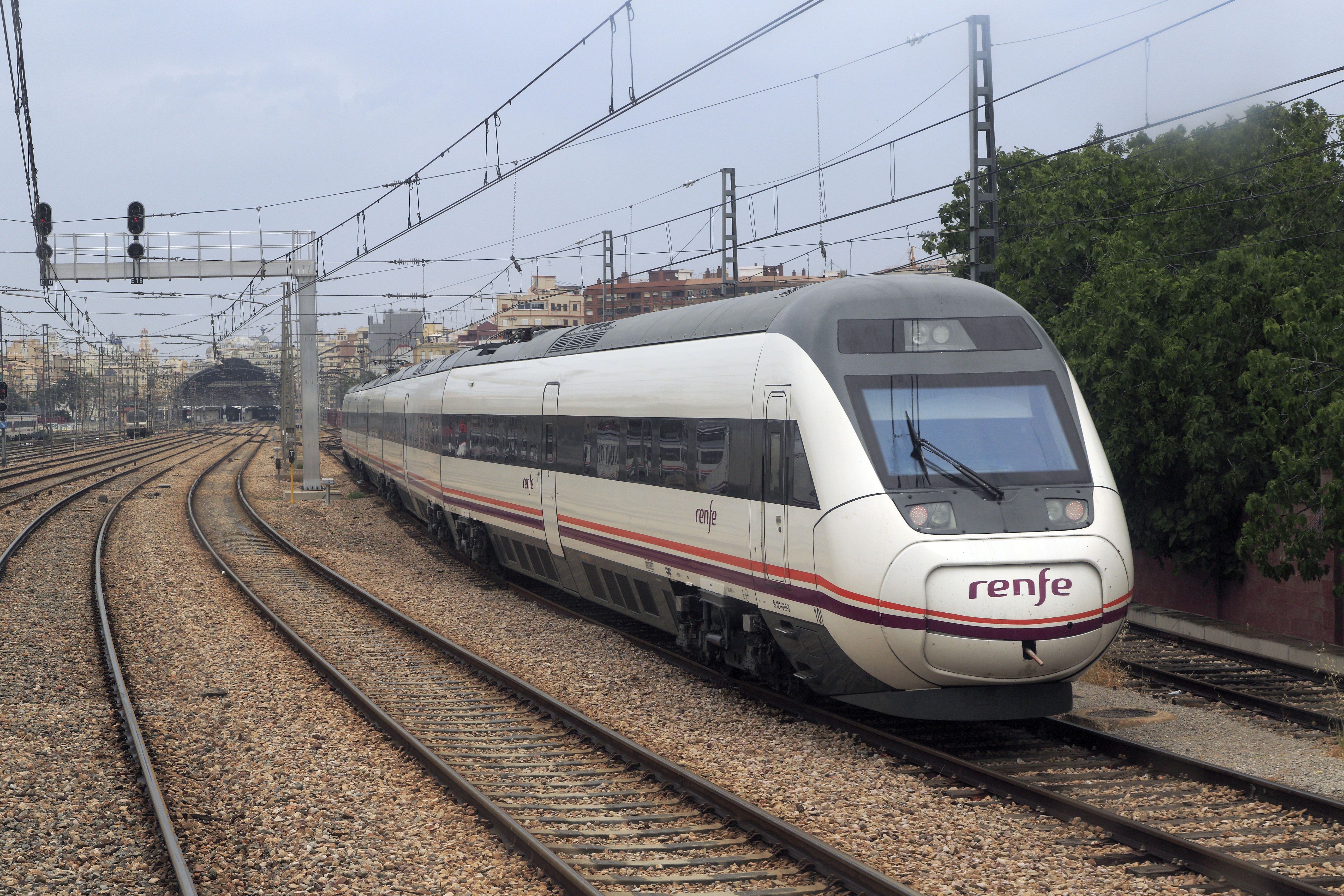
Triebzug der Reihe 121 in Valencia Norte

Renfe bestellte im Jahr 2004 weitere 29 Züge, die als Baureihe 121 geführt werden. Die Züge sind im Wesentlichen baugleich mit denen der Baureihe 120, die wichtigsten Unterschiede sind der Wegfall der ersten Klasse und der Cafeteria, wodurch sich die Sitzplatzkapazität von 237 auf 281 erhöht. Die ersten Züge der Reihe 121 wurden im Januar 2009 in Dienst gestellt und werden vor allem auf Mittelstreckenverbindungen eingesetzt.
Anzahl: 29
Höchstgeschwindigkeit: 250 km/h (25 kV), 220 km/h (3 kV)

### Baureihe 130/730

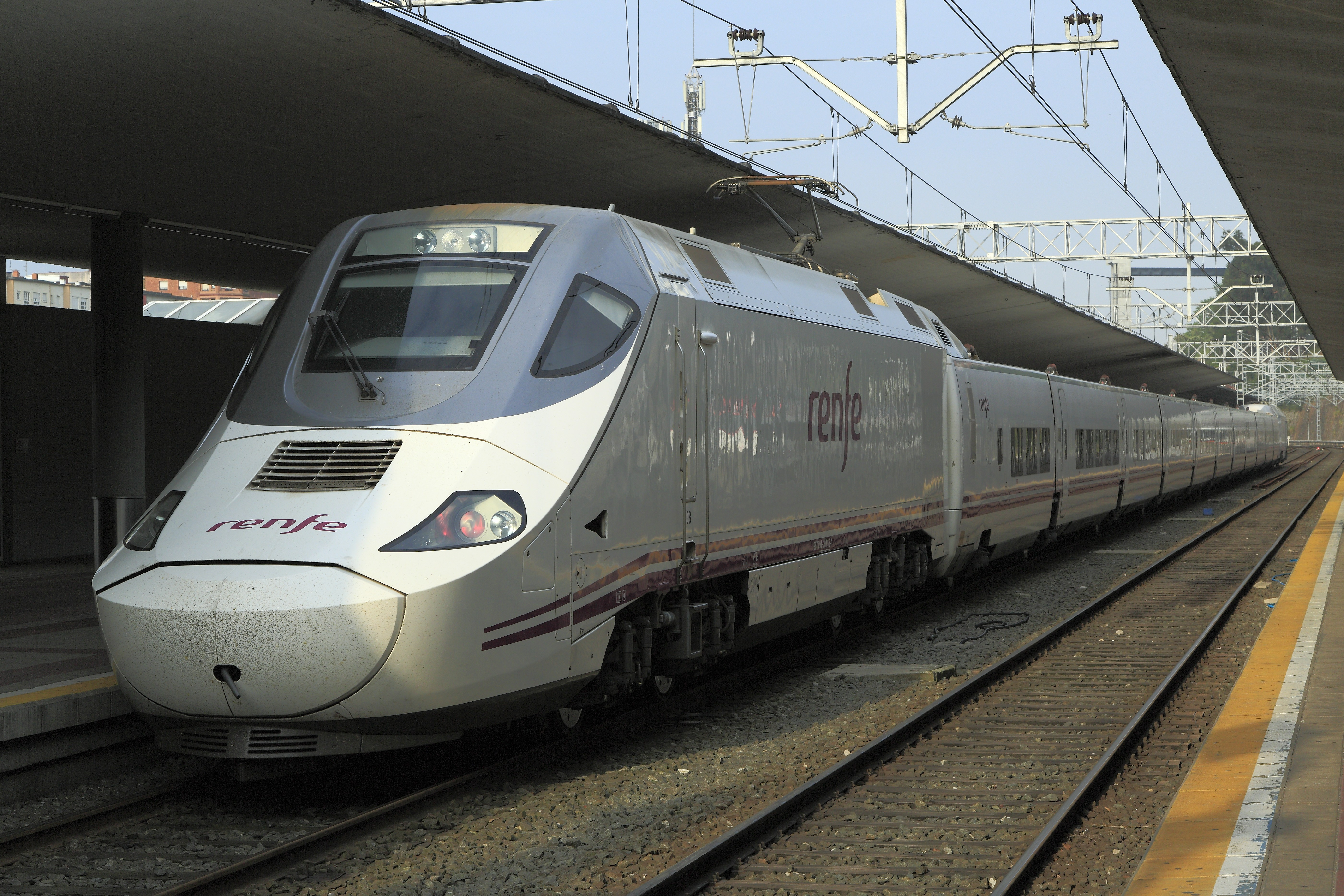
Triebzug der Reihe 130 in Santander

Die Einheiten der Baureihe 130 sind vom spanischen Hersteller Patentes Talgo (Herstellerbezeichnung: Talgo 250) in Zusammenarbeit mit Bombardier hergestellte umspurbare Hochgeschwindigkeitszüge. Die Renfe setzt sie vor allem auf Langstreckenverbindungen unter Einbeziehung des bestehenden AVE-Regelspurnetzes ein. Aufgrund der optischen Ähnlichkeit zum Talgo 350 werden diese Züge umgangssprachlich auch als Patito (deutsch »Entchen«) bezeichnet. Seit Inbetriebnahme der Schnellfahrstrecke Madrid–Valladolid verkehren dort täglich acht Zugpaare mit Einheiten der Reihe 130 und binden darüber hinaus über das bestehende Breitspurnetz u. a. Santander, Bilbao und Irún direkt an die Landeshauptstadt an.
Fünfzehn Einheiten der Baureihe 130 wurden unter Ersatz der Talgo-Endwagen durch Generatorwagen zu Zweikrafteinheiten der Baureihe 730 umgebaut.
Anzahl: 45
Höchstgeschwindigkeit: 250 km/h (25 kV), 220 km/h (3 kV), 180 km/h (Dieselbetrieb)

## Zwischenfälle
Am 24. Juli 2013 entgleiste ein Zug der Baureihe 730 beim Eisenbahnunfall von Santiago de Compostela. Der Unfall forderte 79 Menschenleben.